# Continuità assoluta
In matematica, il concetto di continuità assoluta si applica a due concetti distinti.

## Continuità assoluta delle funzioni reali
In matematica, una funzione a valori reali di una variabile reale è assolutamente continua se per ogni numero positivo {\displaystyle \varepsilon } piccolo a piacere esiste un numero positivo {\displaystyle \delta (\varepsilon )} tale che per ogni successione (finita o infinita) di sotto-intervalli {\displaystyle [x_{k},y_{k}]} del dominio della funzione tali che
{\displaystyle (x_{k},y_{k})\cap (x_{z},y_{z})=\varnothing ,\qquad {\text{per }}k\neq z,}
che verificano
{\displaystyle \sum _{k}(y_{k}-x_{k})<\delta ,}
si ha
{\displaystyle \sum _{k}\left|f(y_{k})-f(x_{k})\right|<\varepsilon .}
Ogni funzione assolutamente continua risulta a variazione limitata e uniformemente continua e, di conseguenza, continua. Il viceversa non è necessariamente vero: la funzione di Cantor, ad esempio, è continua in tutto il suo dominio, ma non è assolutamente continua. Ogni funzione lipschitziana è assolutamente continua, mentre non è vero il viceversa: {\displaystyle {\sqrt {x}}} per {\displaystyle x\in [0,1]} è assolutamente continua, ma non lipschitziana.

### Teorema fondamentale del calcolo integrale di Lebesgue
Dato per ipotesi che una funzione sia a variazione limitata, l'assoluta continuità è condizione necessaria e sufficiente alla validità del teorema fondamentale del calcolo integrale.
Una funzione {\displaystyle f} definita sull'intervallo compatto {\displaystyle [a,b]} a valori in {\displaystyle \mathbb {R} } è assolutamente continua se possiede una derivata {\displaystyle f'} definita quasi ovunque e integrabile secondo Lebesgue tale che:
{\displaystyle f(x)=f(a)+\int _{a}^{x}f'(t)\,dt,\qquad \forall x\in [a,b].}
In modo equivalente, esiste una funzione {\displaystyle g} su {\displaystyle [a,b]} integrabile secondo Lebesgue tale che:
{\displaystyle f(x)=f(a)+\int _{a}^{x}g(t)\,dt,\qquad \forall x\in [a,b].}
Tale definizione di assoluta continuità è detta teorema fondamentale del calcolo integrale di Lebesgue. Se le precedenti condizioni equivalenti sono verificate si ha:
{\displaystyle g=f'}
quasi ovunque.

### Generalizzazioni
Sia {\displaystyle (X,d)} uno spazio metrico e {\displaystyle I\subset \mathbb {R} } un intervallo. Una funzione {\displaystyle f\colon I\to X} è assolutamente continua su {\displaystyle I} se per ogni numero positivo {\displaystyle \epsilon } esiste un numero positivo {\displaystyle \delta } tale che, se una sequenza finita di sotto-intervalli mutuamente disgiunti {\displaystyle [x_{k},y_{k}]} di {\displaystyle I} soddisfa:
{\displaystyle \sum _{k}\left|y_{k}-x_{k}\right|<\delta ,}
allora:
{\displaystyle \sum _{k}d\left(f(y_{k}),f(x_{k})\right)<\epsilon .}
L'insieme delle funzioni assolutamente continue da {\displaystyle I} a {\displaystyle X} è denotato con {\displaystyle AC(I;X)}.
Un'ulteriore generalizzazione è lo spazio {\displaystyle AC^{p}(I;X)} delle curve {\displaystyle f\colon I\to X} tali che:
{\displaystyle d\left(f(s),f(t)\right)\leq \int _{s}^{t}m(\tau )\,\mathrm {d} \tau ,\qquad \forall [s,t]\subseteq I}
per qualche {\displaystyle m} nello spazio {\displaystyle L^{p}(I)}.

## Continuità assoluta delle misure
Se {\displaystyle \mu } e {\displaystyle \nu } sono misure sulla stessa sigma-algebra, la misura {\displaystyle \mu } si dice assolutamente continua rispetto a {\displaystyle \nu } se {\displaystyle \mu (A)=0} per ogni insieme {\displaystyle A} per il quale {\displaystyle \nu (A)=0}. Questa situazione viene presentata con la scrittura {\displaystyle \mu \ll \nu }.
In modo equivalente, se {\displaystyle \mu } è una misura finita, per ogni {\displaystyle \varepsilon >0} esiste {\displaystyle \delta >0} tale che
{\displaystyle |\mu (E)|<\varepsilon }
per ogni insieme {\displaystyle E} della sigma-algebra tale che
{\displaystyle \nu (E)<\delta .}

### Proprietà
Se esiste un insieme {\displaystyle B} tale per cui:
{\displaystyle \mu (E)=\mu (B\cap E)}
per ogni insieme {\displaystyle E} della sigma-algebra, allora tale misura si dice concentrata su {\displaystyle B}. 
Misure concentrate su insiemi rispettivamente disgiunti sono dette mutuamente singolari. In particolare, se {\displaystyle \mu _{1}} e {\displaystyle \mu _{2}} sono mutuamente singolari si scrive {\displaystyle \mu _{1}\perp \mu _{2}}.
Un teorema di particolare importanza nell'ambito della continuità assoluta delle misure afferma che se {\displaystyle \mu } e {\displaystyle \nu } sono due misure limitate, allora esiste un'unica coppia di misure positive {\displaystyle \mu _{1}\perp \mu _{2}} tali che:
{\displaystyle \mu =\mu _{1}+\mu _{2},\qquad \mu _{1}\ll \nu ,\qquad \mu _{2}\perp \nu .}
La decomposizione:
{\displaystyle \mu =\mu _{1}+\mu _{2}}
è detta decomposizione di Lebesgue di {\displaystyle \mu } relativamente a {\displaystyle \nu }, ed è unica.
Il teorema di Radon-Nikodym afferma inoltre che esiste un'unica funzione {\displaystyle h\in L^{1}(\nu )} tale che:
{\displaystyle \mu _{1}(E)=\int _{E}hd\nu }
per ogni insieme {\displaystyle E} della sigma-algebra. Il teorema stabilisce, in particolare, che esiste una funzione misurabile {\displaystyle f} a valori in {\displaystyle [0,+\infty ]}, denotata con:
{\displaystyle f={\frac {d\mu }{d\nu }}}
tale che per ogni insieme misurabile {\displaystyle A} si ha:
{\displaystyle \mu (A)=\int _{A}f\,d\nu }
La funzione {\displaystyle f} si dice derivata di Radon-Nikodym di {\displaystyle \mu } rispetto {\displaystyle \nu }.

## Collegamento fra continuità assoluta delle funzioni reali e delle misure
Una misura {\displaystyle \mu } sui sottoinsiemi di Borel della retta reale è assolutamente continua rispetto alla misura di Lebesgue se e solo se la funzione:
{\displaystyle F(x)=\mu ((-\infty ,x])}
è una funzione reale assolutamente continua.